# Sinfonía en do mayor (Wagner)
| Autor de la obra     | Richard Wagner |
| -------------------- | -------------- |
| Tipo de obra         | Sinfonía       |
| Fecha de composición | 1832           |
| Opus o catalogación  | WWV 29         |
| Estilo musical       | Romanticismo   |

La Sinfonía en do mayor fue la primera sinfonía y la única completada por Richard Wagner (1813-1883). Compuesta en la tonalidad de do mayor, probablemente en la ciudad alemana de Leipzig, entre abril y junio de 1832 (cuando el compositor contaba apenas 19 años de edad) y estrenada en Praga en noviembre de ese mismo año. Corresponde al número WWV 29 de su catálogo, Wagner-Werk-Verzeichnis (Mainz, 1986). Entre 1832 y 1833 realizaría una reducción para piano a cuatro manos, que dejó sin terminar.
Muestra la influencia del modelo de Mozart, pero sobre todo el de Beethoven, muy especialmente el de sus sinfonías Heroica, Quinta en do menor y Séptima en la mayor.

## Instrumentación
2 flautas, 2 oboes, 2 clarinetes en do, 2 fagotes, 4 trompas en do, 2 trompetas en do, 2 timbales en do y en sol, violines, violas, violonchelos y contrabajos. En el segundo movimiento se emplean 2 clarinetes en si, 2 trompas en mi y 2 en fa y trompetas en fa, que sustituyan a los anteriores, y se añaden contrafagot, 3 trombones y timbal en fa.

## Movimientos
1. Sostenuto e maestoso. Allegro con brio (en do mayor, compás de 4/4).
2. Andante ma non troppo, un poco maestoso (en la menor, compás de 3/4).
3. Allegro assai (en do mayor, compás de 3/4).
4. Allegro molto e vivace (en do mayor, compás de 4/4).

## Historia

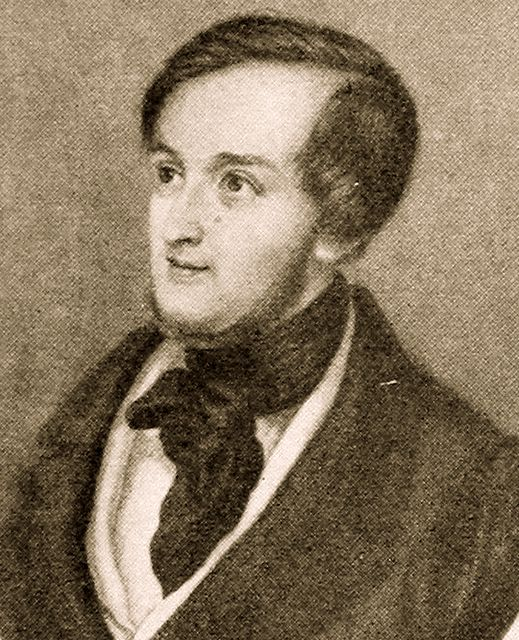
Wagner en la época de la composición

Esta obra puede considerarse “capital” durante sus años de formación juvenil. Estrenada en Praga donde la dirigió Dionys Weber, se interpretó también en el Euterpe, Navidad de 1832 y “a guisa de ensayo”, antes de ser tocada en la Gewandhaus de Leipzig el 10 de enero de 1834, igualmente con un insuficiente número de ensayos. La obra fue alabada por Heinrich Laube, amigo del compositor, en un artículo publicado en la “Gaceta del gran mundo”.
Wagner ofreció esta sinfonía a Mendelssohn (1834 o 1835) quien la extravió. Amigos de Wagner realizaron gestiones ante el hijo de Mendelssohn, como su heredero, para localizar la partitura, sin resultados. La recuperación de esta sinfonía se debió a la aparición en Dresde de una maleta llena de partituras y que contenía las partes para orquesta que el propio Wagner había encargado y costeado a un copista de Praga. El compositor pudo así recuperar la obra y su amigo Anton Seidl se encargó de “componer una nueva partitura”.
Pudo tocarse de nuevo en Venecia en el festival de Navidad celebrado en el Licée Marcello en 1882. Esta interpretación satisfizo al maestro alemán al poder contar con suficientes ensayos previos y a “las dotes naturales de los músicos italianos para el acento y la expresión”. La Sinfonía está editada y refleja ya un cierto dominio de la forma.

### Sinfonía n.º 2 en mi mayor
Wagner dejó esbozado sólo un fragmento de una segunda sinfonía en la tonalidad de mi mayor, WWV 35, compuesto entre agosto y septiembre de 1834 y estrenado en Munich el 13 de octubre de 1988.

### Después de Parsifal
Después de completar Parsifal, Wagner expresó su intención de volver a escribir sinfonías. Sin embargo, no se conservan bocetos de dichas obras, ni se tiene certeza de que los llegara a realizar.